# Mycetophila coscaroni
Mycetophila coscaroni är en tvåvingeart som beskrevs av Duret 1980. Mycetophila coscaroni ingår i släktet Mycetophila och familjen svampmyggor. Inga underarter finns listade i Catalogue of Life.